# Xysticus bermani
Xysticus bermani is een spinnensoort uit de familie van de krabspinnen (Thomisidae).
De wetenschappelijke naam van de soort werd in 1994 gepubliceerd door Joeri Michailovitsj Maroesik.